# 下霸
下霸，是臺灣彰化縣溪州鄉的一個地名，位於該鄉北部偏東。相較於今日行政區，其範圍大致包括成功村北大半部不含東北端、柑園村東北部、溪畔村東北部凸出部分的西南半部。

## 歷史
台灣清治末期至日治初期，下霸地區為一街庄，稱為「下霸庄」，隸屬於東螺東堡。該庄東北與北斗庄為鄰，東南與下水埔庄為鄰，西南邊為過溪仔庄，西北邊為西畔庄。。
1901年（日治明治三十四年）11月，全台廢縣廳改設二十廳，該庄隸屬於彰化廳。1903年（明治三十六年）6月，該庄編入「下霸區」，隸屬於彰化廳。1909年（明治四十二年）10月，合併二十廳為十二廳，下霸區改隸屬於臺中廳。1920年（大正九年），廢廳、支廳、區、街庄（舊制）改設州、郡、街庄（新制）、大字，該庄改制為「下霸」大字，隸屬於臺中州北斗郡溪州庄。
戰後溪州庄改制為溪州鄉，隸屬於臺中縣，大字亦改制為村。1950年10月，中、彰、投分治，溪州鄉改隸屬彰化縣。

## 聚落
本地區發展較早的聚落有下霸、下藔等，在日治期初期的官方地圖上已有記載。此外，本地區尚有頂寮、柑園等聚落。

## 交通
縣道152號（溪下路一段、登山路二段）是大城鄉公館至名間的道路，大致以西北—東南走向轉西北西—東南東走向蜿蜒經過本地區中部偏南地帶。由該道路向西北可前往溪州市區、埤頭南部、竹塘、大城並止於省道台17線路口，向東南東轉東北東可前往二水、名間並止於省道台3線路口。
鄉道彰99線（下田路、庄中路、派出所前斜路、登山路二段、下柑路、過溪路）是田中至潮洋厝的道路，大致以東北—西南走向由本地區東北部邊界地帶東側入境後，經鄉道彰104線路口後直行，至下霸聚落的庄中路路口轉西北西，至派山所前轉西南西，經縣道152號路口、圳道舊永基幹線橋梁後轉西微北以至出境。由該道路向東北可前往東北斗東南部、大新、田中市區並止於縣道150號（員集路二段）路口，向微北可前往西畔南部、圳寮東南部、潮洋厝並止於鄉道彰101線路口。
鄉道彰104線（綠筍路）是石塔至榮光的道路，大致以西北－東南走向經過本地區東北端。由該道路向西北可前往東北斗南部偏東地帶並止於鄉道彰108線路口，向東南可前下水埔中部偏北的鄉道彰109線路口。
鄉道彰107線（下柑路）是七星至柑子園的道路，其南側端點位於本地區西南部的鄉道彰99線路口。由此向西北西轉西南西再轉西北西進入柑園聚落，至本地區西部邊界南側轉北北東再轉東北沿邊界行一段路後，轉北北西出境可前往西畔、圳寮東北端、東北斗西南端、西北斗中部偏南地帶並止於鄉道彰101線路口。
鄉道彰108線（中西路一段～二段）是西畔至沙仔崙的道路，大致以西北西－東南東走向到達本地區西北部邊界中央偏北地帶，轉北北東再轉東北沿邊界而行，其後因邊界線轉偏北而入境，續行由本地區東北部邊界西側出境。由該道路向西北西繞大彎轉西南西再轉西北西可前往西畔中部並止於鄉道彰107線路口，向東北可前往東北斗、大新西部田中工業區北側（今屬田中鎮沙崙里）並止於鄉道彰99線路口。

## 學校
- 溪陽國中
- 成功國小